# Relaciones de Kramers-Kronig
En matemáticas y en física, las relaciones de Kramers-Kronig describen la relación que existe entre la parte real y la parte imaginaria de ciertas funciones complejas. La condición para que se apliquen a una función {\displaystyle f(\omega )} es que esta debe representar la transformada de Fourier de un proceso físico lineal y causal. Si escribimos
{\displaystyle f(\omega )=f_{1}(\omega )+if_{2}(\omega )},
con {\displaystyle f_{1}} y {\displaystyle f_{2}} dos funciones reales, entonces las relaciones de Kramers-Kronig son
{\displaystyle f_{1}(\omega )={\frac {2}{\pi }}\int _{0}^{\infty }{\frac {\Omega f_{2}(\Omega )}{\omega ^{2}-\Omega ^{2}}}d\Omega }
{\displaystyle f_{2}(\omega )=-{\frac {2\omega }{\pi }}\int _{0}^{\infty }{\frac {f_{1}(\Omega )}{\omega ^{2}-\Omega ^{2}}}d\Omega }.

Las relaciones de Kramers-Kronig están relacionadas con la transformada de Hilbert, y son frecuentemente aplicadas a la permitividad {\displaystyle \epsilon (\omega )} de los materiales. Sin embargo, en este caso, hay que tener en cuenta que:
{\displaystyle f(\omega )=\chi (\omega )=\epsilon (\omega )/\epsilon _{0}-1\,},
con {\displaystyle \chi (\omega )} la susceptibilidad eléctrica del material. La susceptibilidad puede interpretarse como la transformada de Fourier de la respuesta temporal del material a una excitación infinitamente breve, es decir, su respuesta al impulso.